# Comuna de Mściwojów
Mściwojów (polaco: Gmina Mściwojów) é uma gminy (comuna) na Polónia, na voivodia de Baixa Silésia e no condado de Jaworski. A sede do condado é a cidade de Mściwojów.
De acordo com os censos de 2004, a comuna tem 4062 habitantes, com uma densidade 56,6 hab/km².

## Área
Estende-se por uma área de 71,83 km², incluindo:
- área agricola: 88%
- área florestal: 3%

## Demografia
Dados de 30 de Junho 2004:
|                      | Total   | Total | Mulheres | Mulheres | Homens  | Homens |
| -------------------- | ------- | ----- | -------- | -------- | ------- | ------ |
|                      | pessoas | %     | pessoas  | %        | pessoas | %      |
| População            | 4062    | 100   | 2088     | 51,4     | 1974    | 48,6   |
| Densidade (pop./km²) | 56,6    | 100   | 29,1     | 29,1     | 27,5    | 27,5   |

De acordo com dados de 2002, o rendimento médio per capita ascendia a 1282,62 zł.

## Subdivisões
- Barycz, Drzymałowice, Godziszowa, Grzegorzów, Luboradz, Marcinowice, Mściwojów, Niedaszów, Siekierzyce, Snowidza, Targoszyn, Zimnik

## Comunas vizinhas
- Dobromierz, Jawor, Legnickie Pole, Męcinka, Paszowice, Udanin, Wądroże Wielkie